# Жардин, Жорже
Жо́рже Пере́йра Жарди́н (порт. Jorge Pereira Jardim; 13 ноября 1919, Лиссабон, Португалия — 1 декабря 1982, Либревиль, Габон), он же JJ — португальский политик, бизнесмен, дипломат и разведчик. Специалист по тайным операциям. Государственный секретарь в правительстве Антониу ди Салазара, депутат парламента, функционер общественных организаций салазаровского режима. Личный спецпредставитель Салазара в Африке, участник ряда разведывательно-дипломатических мероприятий. Активист крайне правых сил в послереволюционной Португалии.

## В начале салазаровской службы
По специальности сельскохозяйственный инженер. В 1943 году поступил на государственную службу. Был чиновником в сельскохозяйственных, промышленных и торговых ведомствах, администратором Мадейры. Руководил салазаристскими молодёжными организациями (сельской и скаутской). Избирался в парламент, занимался проблемами экономики колоний, колониальной войны в Африке, финансовыми и дорожно-строительными вопросами. Жорже Жардин был убеждённым и активным сторонником Антониу ди Салазара и его режима.
В 1952 году Жардин перешёл в частный бизнес, занялся нефтетрейдерством в Мозамбике. Сохранил связи с государственными органами и политические функции. Приобрёл большое влияние в бизнес-кругах, возглавлял предпринимательскую ассоциацию Бейры.

## Африканское спецпредставительство и тайные операции
Жорже Жардин регулярно выполнял конфиденциальные разведывательно-дипломатические поручения португальского правительства. В 1961 он участвовал в операциях по спасению европейцев (португальцев и бельгийцев) во время конголезской войны. Организовывал отпор расовым чисткам партизан УПА на севере Анголы. Поддерживал постоянную связь между африканскими колониями Португалии и португалоязычной Бразилией. Сформировал в африканских колониях, Португальской Индии и Бразилии эффективную информационно-агентурную сеть, позволявшую постоянно контролировать оперативную обстановку. Неоднократно посещал эти страны с тайными миссиями в экстремальных ситуациях.
Во время португало-индийского конфликта в Гоа Жардин организовал арест нескольких индийцев в Мозамбике и Португалии, а также сбор компромата, касающегося индийской политики. В ходе спецоперации тайно посетил Индию. Эти действия способствовали освобождению арестованных в Индии португальских граждан.
В 1961—1968 годах Жорже Жардин исполнял обязанности спецпредставителя Салазара на Юге Африки. Был личным другом премьер-министра Южной Родезии Яна Смита и президента Малави Хэстингса Банды, деловым партнёром президента Замбии Кеннета Каунды. Являлся консулом Малави в Мозамбике. Помогал президенту Банде в организации системы безопасности. Вместе с женой Терезой организовывал секретную доставку оружия в Малави. В 1966 году Жардин руководил ликвидацией базы мозамбикского повстанческого движения ФРЕЛИМО на малавийском острове Ликома. Замечались его контакты с советскими журналистами, предположительно выполнявшими задание КГБ СССР. Жорже Жардин приобрёл репутацию «португальского Джеймса Бонда» и «второго Лоуренса».
Жорже Жардин подозревался в причастности к убийству основателя ФРЕЛИМО Эдуарду Мондлане в феврале 1969 года. Сам он всегда отрицал это, предполагая, что Мондлане стал жертвой внутренних конфликтов ФРЕЛИМО либо советской, а возможно — китайской спецоперации. Во всяком случае, преемник Мондлане во главе ФРЕЛИМО Самора Машел занимал гораздо более жёсткую антипортугальскую и прокоммунистическую позицию.
До весны 1974 года Жорже Жардин разрабатывал т. н. Plano de Lusaka — «Лусакский план» деколонизации Мозамбика. Предполагалось предоставление Мозамбику независимости с сохранением гарантий для проживающих в стране португальцев. Жардин установил оперативно-политические контакты в повстанческом движении ФРЕЛИМО, поддерживал конфиденциальные связи с Жоакимом Чиссано (начальник службы безопасности ФРЕЛИМО, будущий президент Мозамбика). Взаимодействие с некоторыми функционерами ФРЕЛИМО было настолько тесным, что Жардин добился отстранения от командования португальскими войсками в Мозамбике генерала Каулзы ди Арриаги, сторонника жёсткого военного решения.
Смена власти в Португалии 25 апреля 1974 года дезавуировала мозамбикские проекты Жардина. Однако его наработки помогли в формировании мозамбикской антимарксистской оппозиции. Особую роль сыграла связь с Орланду Криштиной, которому Жардин помог установить отношения с правительствами Родезии и Малави — будущими плацдармами РЕНАМО в гражданской войне. Эво Фернандеш, преемник Криштины на посту генерального секретаря РЕНАМО, также был давним сотрудником Жардина.

## Борьба с «апрельским режимом» в революционной Португалии
После Португальской революции 1974 года Жорже Жардин резко возражал против передачи прокоммунистическим партиям Анголы и Мозамбике. На этой почве он конфликтовал с куратором процесса деколонизации Роза Коутинью и другими левыми лидерами. Вернувшись в Португалию, Жорже Жардин занял жёсткую позицию противостояния компартии, просоветской тенденции и ультралевому крылу Движения вооружённых сил.
Жорже Жардин — наряду с Эдуарду Мелу Пейшоту, Барбьери Кардозу, Вальдемаром Параделой ди Абреу, Гильерме Алпоином Калваном, Рамиру Морейрой — принадлежал к кругу лидеров португальского антикоммунистического и антимарксистского сопротивления середины 1970-х. Он сыграл важную роль в акциях Жаркого лета, переломивших политический процесс и укрепивших позиции правых сил.
В 1975 году Жорже Жардин активно участвовал в создании крайне правых подпольных организаций Армия освобождения Португалии и Демократическое движение за освобождение Португалии. Организовал контакт Валдемара Параделы ди Абреу и Жуана Браги с архиепископом Брага Франсишку Мария да Силва, содействовал канонику Мелу в создании движения «Мария да Фонте». Привлекал в эти структуры португальских retornados («возвратившиеся») — беженцев из бывших колоний.

Я заинтересован в «конспиративной деятельности» против существующего режима. Я не открещиваюсь от своего португальского происхождения, от крови своих родителей и своих детей. Португалия ещё восстановит независимость и достоинство, хотя сейчас это кажется трудным. Характеристики «демократии», установленной в Лиссабоне в апреле 1974 года будут со временем пересмотрены.

Жорже Жардин, 1977 год

## Эмиграция. Литературно-публицистическое наследие
Преследования революционных властей вынудили Жардина бежать в Испанию. Оттуда он перебрался в Габон, где вновь занялся бизнесом. Состоял в руководстве габонской структуры Interbanque. Жёстко осуждал марксистские режимы, установившиеся в бывших португальских колониях, особенно мозамбикский.

Деспотическое меньшинство установило режим угнетения, ненавистный народу Мозамбика. Миллионы в рабстве у тирании, сто тысяч в концентрационных лагерях. Все в Мозамбике против ФРЕЛИМО, даже в самих партийных структурах многие истинные националисты считают, что их предали. Где свободные выборы, где обещанное правление большинства? Но восстание неизбежно. В условиях советского наступления на юге Африки борьба будет жёсткой и долгой.

Жорже Жардин, 1977 год

Скончался в Либревиле на 64-м году жизни от сердечного приступа, случившегося на деловом заседании.
Жорже Жардин опубликовал ряд работ по африканской проблематике военного и сельскохозяйственного характера. Наиболее известна книга Moçambique: terra queimada — «Мозамбик. Выжженная земля». Биография Жорже Жардина, особенно в части африканских операций, изложена в книге Жозе Фрейре Антунеша Jorge Jardim: agente secreto — «Жорже Жардин: секретный агент».

## Противоречивое восприятие в современном обществе
Политические прогнозы Жорже Жардина в значительной степени сбылись. События 25 ноября 1975 пресекли прокоммунистические тенденции. В 1979 к власти в Португалии пришла правоцентристская коалиция. Оценки первых лет революции существенно изменились. Гражданская война в Мозамбике завершилась только после прекращения существования СССР. В начале 1990-х правящий режим ФРЕЛИМО изменил свой характер, согласившись на многопартийную систему и рыночную экономику.
В нынешнем португальском обществе политическое отношение к Жорже Жардину — убеждённому и активному салазаристу — остаётся скорее негативным. Однако ему отдаётся должное как «политическому менеджеру», эффективно отстаивавшему национальные интересы. Непреходящий интерес вызывает тайная сторона его деятельности, многочисленные успешные спецоперации.

## Семья
Жорже Жардин был женат, имел пять дочерей и сына.
Дочь Жорже Жардина Мария ду Карму Жардин известна как спортсменка-парашютистка и лётчица. Во время войны в Мозамбике служила в парашютно-десантном спецподразделении. Занимается автодилерским бизнесом, руководит неправительственной организацией солидарности с Мозамбиком.

## Награды
| Страна     | Дата             | Награда                                  | Награда                                  | Литеры |
| ---------- | ---------------- | ---------------------------------------- | ---------------------------------------- | ------ |
| Португалия | 15 апреля 1952 — | Гранд-офицер Военного ордена Христа      | Гранд-офицер Военного ордена Христа      | GOC    |
| Португалия | 26 июня 1962 —   | Гранд-офицер ордена Колониальной империи | Гранд-офицер ордена Колониальной империи | GOIC   |